# ایستگاه متروی موردن
ایستگاه متروی موردن (انگلیسی: Morden tube station) یکی از ایستگاه‌های خط شمالی متروی لندن است.
این ایستگاه که در منطقه مرتون لندن قرار دارد در سال ۱۹۲۶ میلادی تأسیس شده‌است.